# Hwang Hye-Young
Hwang Hye-Young (en coreano: 황혜영; 16 de julio de 1966) es una deportista surcoreana que compitió en bádminton, en la modalidad de dobles.
Participó en los Juegos Olímpicos de Barcelona 1992, obteniendo una medalla de oro en la prueba de dobles. Ganó tres medallas en el Campeonato Mundial de Bádminton entre los años 1987 y 1991.

## Palmarés internacional
| Juegos Olímpicos   | Juegos Olímpicos       | Juegos Olímpicos  | Juegos Olímpicos |
| Año                | Lugar                  | Medalla           | Prueba           |
| ------------------ | ---------------------- | ----------------- | ---------------- |
| 1992               | Barcelona (España)     | Medalla de oro    | Dobles           |
| Campeonato Mundial |                        |                   |                  |
| Año                | Lugar                  | Medalla           | Prueba           |
| 1987               | Pekín (China)          | Medalla de bronce | Dobles           |
| 1989               | Yakarta (Indonesia)    | Medalla de plata  | Dobles           |
| 1991               | Copenhague (Dinamarca) | Medalla de bronce | Dobles           |